# 2015-ös WEC bahreini 6 órás verseny
| Pályarajz | Pályarajz                | Pályarajz                                |
| --------- | ------------------------ | ---------------------------------------- |
|           |                          |                                          |
| Győztesek |                          |                                          |
| Kategória | Csapat                   | Versenyzők                               |
| LMP1      | #18 Porsche Team         | Marc Lieb Romain Dumas Neel Jani         |
| LMP2      | #26 G-Drive Racing       | Roman Ruszinov Julien Canal Sam Bird     |
| LMGTE Pro | #92 Porsche Team Manthey | Patrick Pilet Frédéric Makowiecki        |
| LMGTE Am  | #98 Aston Martin Racing  | Paul Dalla Lana Pedro Lamy Mathias Lauda |

A 2015-ös WEC bahreini 6 órás verseny a Hosszútávú-világbajnokság 2015-ös szezonjának nyolcadik és egyben utolsó futama volt, amelyet november 19. és november 21. között tartottak meg a Bahrain International Circuit versenypályán. A fordulót Marc Lieb, Romain Dumas és Neel Jani triója nyerte meg, akik a hibridhajtású Porsche Team csapatának versenyautóját vezették.Timo Bernhard, Brendon Hartley és Mark Webber csapata nyerte meg a világbajnokságot.

## Időmérő
A kategóriák leggyorsabb versenyzői vastaggal vannak kiemelve.
| Poz. | Kategória | Csapat                        | Átlagidő   | Különbség | Rajthely |
| ---- | --------- | ----------------------------- | ---------- | --------- | -------- |
| 1.   | LMP1      | #17 Porsche Team              | 1:39,736   |           | 1        |
| 2.   | LMP1      | #18 Porsche Team              | 1:40,100   | +0,367    | 2        |
| 3.   | LMP1      | #7 Audi Sport Team Joest      | 1:41,303   | +1,567    | 3        |
| 4.   | LMP1      | #8 Audi Sport Team Joest      | 1:41,407   | +1,671    | 4        |
| 5.   | LMP1      | #1 Toyota Racing              | 1:42,158   | +2,422    | 5        |
| 6.   | LMP1      | #2 Toyota Racing              | 1:42,462   | +2,726    | 6        |
| 7.   | LMP1      | #13 Rebellion Racing          | 1:46,660   | +6,924    | 7        |
| 8.   | LMP1      | #12 Rebellion Racing          | 1:46,918   | +7,182    | 8        |
| 9.   | LMP1      | #4 Team ByKolles              | 1:48,281   | +8,545    | 9        |
| 10.  | LMP2      | #36 Signatech Alpine          | 1:49,993   | +10,257   | 10       |
| 11.  | LMP2      | #26 G-Drive Racing            | 1:50,102   | +10,366   | 11       |
| 12.  | LMP2      | #47 KCMG                      | 1:50,490   | +10,754   | 12       |
| 13.  | LMP2      | #28 G-Drive Racing            | 1:50,720   | +10,984   | 13       |
| 14.  | LMP2      | #43 Team SARD Morand          | 1:51.302   | +11,566   | 14       |
| 15.  | LMP2      | #30 Extreme Speed Motorsports | 1:51,610   | +11,874   | 15       |
| 16.  | LMP2      | #44 AF Racing                 | 1:52,020   | +12,284   | 16       |
| 17.  | LMP2      | #42 Strakka Racing            | 1:52,260   | +12,524   | 17       |
| 18.  | LMP2      | #31 Extreme Speed Motorsports | 1:55,472   | +15,736   | 18       |
| 19.  | LMGTE Pro | #51 AF Corse                  | 1:58,347   | +18,611   | 19       |
| 20.  | LMGTE Pro | #95 Aston Martin Racing       | 1:58,659   | +18,923   | 20       |
| 21.  | LMGTE Pro | #99 Aston Martin Racing V8    | 1:58,777   | +19,041   | 21       |
| 22.  | LMGTE Pro | #92 Porsche Team Manthey      | 1:58,988   | +19,252   | 22       |
| 23.  | LMGTE Pro | #97 Aston Martin Racing       | 1:59,111   | +19,375   | 23       |
| 24.  | LMGTE Pro | #91 Porsche Team Manthey      | 1:59,807   | +20,071   | 24       |
| 25.  | LMGTE Am  | #98 Aston Martin Racing       | 2:00,522   | +20,782   | 25       |
| 26.  | LMGTE Am  | #50 Larbre Compétition        | 2:00,944   | +21,208   | 26       |
| 27.  | LMGTE Am  | #72 SMP Racing                | 2:00,988   | +21,252   | 27       |
| 28.  | LMGTE Am  | #83 AF Corse                  | 2:01,796   | +22,060   | 28       |
| 29.  | LMGTE Am  | #77 Dempsey Racing-Proton     | 2:02,348   | +22,612   | 29       |
| 30.  | LMGTE Am  | #96 Aston Martin Racing       | 2:03,517   | +23,781   | 30       |
| 31.  | LMGTE Pro | #71 AF Corse                  | 2:04,574   | +24,838   | 31       |
| —    | LMGTE Am  | #88 Abu Dhabi-Proton Racing   | idő nélkül |           | 32       |

## Verseny
A résztvevőknek legalább a versenytáv 70%-át (139 kört) teljesíteniük kellett ahhoz, hogy az elért eredményüket értékeljék. A kategóriák leggyorsabb versenyzői vastaggal vannak kiemelve.
| Helyezés | Kategória | #  | Csapat                    | Versenyzők                                            | Kasztni                        | Gumi | Kör | Idő/Hátrány/Kiesés |
| Helyezés | Kategória | #  | Csapat                    | Versenyzők                                            | Motor                          | Gumi | Kör | Idő/Hátrány/Kiesés |
| -------- | --------- | -- | ------------------------- | ----------------------------------------------------- | ------------------------------ | ---- | --- | ------------------ |
| 1.       | LMP1      | 18 | Porsche Team              | Marc Lieb Romain Dumas Neel Jani                      | Porsche 919 Hybrid             | M    | 199 | 6:00:52,843        |
| 1.       | LMP1      | 18 | Porsche Team              | Marc Lieb Romain Dumas Neel Jani                      | Porsche 2.0 L Turbo V4         | M    | 199 | 6:00:52,843        |
| 2.       | LMP1      | 7  | Audi Sport Team Joest     | André Lotterer Marcel Fässler Benoît Tréluyer         | Audi R18 e-tron quattro        | M    | 199 | +1:25,310          |
| 2.       | LMP1      | 7  | Audi Sport Team Joest     | André Lotterer Marcel Fässler Benoît Tréluyer         | Audi TDI 4.0 L Turbo Diesel V6 | M    | 199 | +1:25,310          |
| 3.       | LMP1      | 2  | Toyota Racing             | Alexander Wurz Stéphane Sarrazin Mike Conway          | Toyota TS040 Hybrid            | M    | 196 | +3 kör             |
| 3.       | LMP1      | 2  | Toyota Racing             | Alexander Wurz Stéphane Sarrazin Mike Conway          | Toyota 3.7 L V8                | M    | 196 | +3 kör             |
| 4.       | LMP1      | 1  | Toyota Racing             | Anthony Davidson Sébastien Buemi Nakadzsima Kazuki    | Toyota TS040 Hybrid            | M    | 196 | +3 kör             |
| 4.       | LMP1      | 1  | Toyota Racing             | Anthony Davidson Sébastien Buemi Nakadzsima Kazuki    | Toyota 3.7 L V8                | M    | 196 | +3 kör             |
| 5.       | LMP1      | 17 | Porsche Team              | Timo Bernhard Brendon Hartley Mark Webber             | Porsche 919 Hybrid             | M    | 190 | +9 kör             |
| 5.       | LMP1      | 17 | Porsche Team              | Timo Bernhard Brendon Hartley Mark Webber             | Porsche 2.0 L Turbo V4         | M    | 190 | +9 kör             |
| 6.       | LMP1      | 8  | Audi Sport Team Joest     | Loïc Duval Lucas di Grassi Oliver Jarvis              | Audi R18 e-tron quattro        | M    | 188 | +11 kör            |
| 6.       | LMP1      | 8  | Audi Sport Team Joest     | Loïc Duval Lucas di Grassi Oliver Jarvis              | Audi TDI 4.0 L Turbo Diesel V6 | M    | 188 | +11 kör            |
| 7.       | LMP2      | 26 | G-Drive Racing            | Roman Ruszinov Julien Canal Sam Bird                  | Ligier JS P2                   | D    | 183 | +16 kör            |
| 7.       | LMP2      | 26 | G-Drive Racing            | Roman Ruszinov Julien Canal Sam Bird                  | Nissan VK45DE 4.5 L V8         | D    | 183 | +16 kör            |
| 8.       | LMP2      | 47 | KCMG                      | Matthew Howson Richard Bradley Nick Tandy             | Oreca 05                       | D    | 183 | +16 kör            |
| 8.       | LMP2      | 47 | KCMG                      | Matthew Howson Richard Bradley Nick Tandy             | Nissan VK45DE 4.5 L V8         | D    | 183 | +16 kör            |
| 9.       | LMP2      | 28 | G-Drive Racing            | Gustavo Yacamán Ricardo González Pipo Derani          | Ligier JS P2                   | D    | 182 | +17 kör            |
| 9.       | LMP2      | 28 | G-Drive Racing            | Gustavo Yacamán Ricardo González Pipo Derani          | Nissan VK45DE 4.5 L V8         | D    | 182 | +17 kör            |
| 10.      | LMP2      | 36 | Signatech Alpine          | Nelson Panciatici Paul-Loup Chatin Tom Dillmann       | Alpine A450b                   | D    | 182 | +17 kör            |
| 10.      | LMP2      | 36 | Signatech Alpine          | Nelson Panciatici Paul-Loup Chatin Tom Dillmann       | Nissan VK45DE 4.5 L V8         | D    | 182 | +17 kör            |
| 11.      | LMP1      | 13 | Rebellion Racing          | Alexandre Imperatori Dominik Kraihamer Mathéo Tuscher | Rebellion R-One                | M    | 181 | +18 kör            |
| 11.      | LMP1      | 13 | Rebellion Racing          | Alexandre Imperatori Dominik Kraihamer Mathéo Tuscher | AER P60 2.4 L Turbo V6         | M    | 181 | +18 kör            |
| 12.      | LMP1      | 4  | Team ByKolles             | Simon Trummer Pierre Kaffer                           | CLM P1/01                      | M    | 180 | +19 kör            |
| 12.      | LMP1      | 4  | Team ByKolles             | Simon Trummer Pierre Kaffer                           | AER P60 2.4 L Turbo V6         | M    | 180 | +19 kör            |
| 13.      | LMP2      | 44 | AF Racing                 | Nicolas Minassian Mihail Aljosin David Markozov       | BR Engineering BR01            | D    | 179 | +20 kör            |
| 13.      | LMP2      | 44 | AF Racing                 | Nicolas Minassian Mihail Aljosin David Markozov       | Nissan VK45DE 4.5 L V8         | D    | 179 | +20 kör            |
| 14.      | LMP1      | 12 | Rebellion Racing          | Nicolas Prost Mathias Beche                           | Rebellion R-One                | M    | 179 | +20 kör            |
| 14.      | LMP1      | 12 | Rebellion Racing          | Nicolas Prost Mathias Beche                           | AER P60 2.4 L Turbo V6         | M    | 179 | +20 kör            |
| 15.      | LMP2      | 42 | Strakka Racing            | Nick Leventis Jonny Kane Danny Watts                  | Gibson 015S                    | D    | 178 | +21 kör            |
| 15.      | LMP2      | 42 | Strakka Racing            | Nick Leventis Jonny Kane Danny Watts                  | Nissan VK45DE 4.5 L V8         | D    | 178 | +21 kör            |
| 16.      | LMP2      | 43 | Team SARD Morand          | Oliver Webb Pierre Ragues Chris Cumming               | Morgan LMP2 Evo                | D    | 177 | +22 kör            |
| 16.      | LMP2      | 43 | Team SARD Morand          | Oliver Webb Pierre Ragues Chris Cumming               | SARD 3.6 L V8                  | D    | 177 | +22 kör            |
| 17.      | LMP2      | 30 | Extreme Speed Motorsports | Scott Sharp Ryan Dalziel David Heinemeier Hansson     | Ligier JS P2                   | D    | 176 | +23 kör            |
| 17.      | LMP2      | 30 | Extreme Speed Motorsports | Scott Sharp Ryan Dalziel David Heinemeier Hansson     | Honda HR28TT 2.8 L Turbo V6    | D    | 176 | +23 kör            |
| 18.      | LMGTE Pro | 92 | Porsche Team Manthey      | Patrick Pilet Frédéric Makowiecki                     | Porsche 911 RSR                | M    | 173 | +26 kör            |
| 18.      | LMGTE Pro | 92 | Porsche Team Manthey      | Patrick Pilet Frédéric Makowiecki                     | Porsche 4.0 L Flat-6           | M    | 173 | +26 kör            |
| 19.      | LMGTE Pro | 51 | AF Corse                  | Gianmaria Bruni Toni Vilander                         | Ferrari 458 Italia GT2         | M    | 173 | +26 kör            |
| 19.      | LMGTE Pro | 51 | AF Corse                  | Gianmaria Bruni Toni Vilander                         | Ferrari 4.5 L V8               | M    | 173 | +26 kör            |
| 20.      | LMP2      | 31 | Extreme Speed Motorsports | Ed Brown Johannes van Overbeek Jon Fogarty            | Ligier JS P2                   | D    | 173 | +26 kör            |
| 20.      | LMP2      | 31 | Extreme Speed Motorsports | Ed Brown Johannes van Overbeek Jon Fogarty            | Honda HR28TT 2.8 L Turbo V6    | D    | 173 | +26 kör            |
| 21.      | LMGTE Pro | 97 | Aston Martin Racing       | Darren Turner Jonathan Adam                           | Aston Martin V8 Vantage GTE    | M    | 173 | +26 kör            |
| 21.      | LMGTE Pro | 97 | Aston Martin Racing       | Darren Turner Jonathan Adam                           | Aston Martin 4.5 L V8          | M    | 173 | +26 kör            |
| 22.      | LMGTE Pro | 95 | Aston Martin Racing       | Christoffer Nygaard Marco Sørensen Nicki Thiim        | Aston Martin V8 Vantage GTE    | M    | 173 | +26 kör            |
| 22.      | LMGTE Pro | 95 | Aston Martin Racing       | Christoffer Nygaard Marco Sørensen Nicki Thiim        | Aston Martin 4.5 L V8          | M    | 173 | +26 kör            |
| 23.      | LMGTE Pro | 91 | Porsche Team Manthey      | Michael Christensen Richard Lietz                     | Porsche 911 RSR                | M    | 172 | +27 kör            |
| 23.      | LMGTE Pro | 91 | Porsche Team Manthey      | Michael Christensen Richard Lietz                     | Porsche 4.0 L Flat-6           | M    | 172 | +27 kör            |
| 24.      | LMGTE Pro | 71 | AF Corse                  | Davide Rigon James Calado                             | Ferrari 458 Italia GT2         | M    | 172 | +27 kör            |
| 24.      | LMGTE Pro | 71 | AF Corse                  | Davide Rigon James Calado                             | Ferrari 4.5 L V8               | M    | 172 | +27 kör            |
| 25.      | LMGTE Pro | 99 | Aston Martin Racing V8    | Fernando Rees Alex MacDowall Richie Stanaway          | Aston Martin V8 Vantage GTE    | M    | 171 | +28 kör            |
| 25.      | LMGTE Pro | 99 | Aston Martin Racing V8    | Fernando Rees Alex MacDowall Richie Stanaway          | Aston Martin 4.5 L V8          | M    | 171 | +28 kör            |
| 26.      | LMGTE Am  | 98 | Aston Martin Racing       | Paul Dalla Lana Pedro Lamy Mathias Lauda              | Aston Martin V8 Vantage GTE    | M    | 170 | +29 kör            |
| 26.      | LMGTE Am  | 98 | Aston Martin Racing       | Paul Dalla Lana Pedro Lamy Mathias Lauda              | Aston Martin 4.5 L V8          | M    | 170 | +29 kör            |
| 27.      | LMGTE Am  | 88 | Abu Dhabi-Proton Racing   | Marco Mapelli Klaus Bachler Halid Alqubisi            | Porsche 911 RSR                | M    | 170 | +29 kör            |
| 27.      | LMGTE Am  | 88 | Abu Dhabi-Proton Racing   | Marco Mapelli Klaus Bachler Halid Alqubisi            | Porsche 4.0 L Flat-6           | M    | 170 | +29 kör            |
| 28.      | LMGTE Am  | 77 | Dempsey Racing-Proton     | Christian Ried Patrick Long Marco Seefried            | Porsche 911 RSR                | M    | 170 | +29 kör            |
| 28.      | LMGTE Am  | 77 | Dempsey Racing-Proton     | Christian Ried Patrick Long Marco Seefried            | Porsche 4.0 L Flat-6           | M    | 170 | +29 kör            |
| 29.      | LMGTE Am  | 83 | AF Corse                  | François Perrodo Emmanuel Collard Matteo Cressoni     | Ferrari 458 Italia GT2         | M    | 169 | +30 kör            |
| 29.      | LMGTE Am  | 83 | AF Corse                  | François Perrodo Emmanuel Collard Matteo Cressoni     | Ferrari 4.5 L V8               | M    | 169 | +30 kör            |
| 30.      | LMGTE Am  | 72 | SMP Racing                | Viktor Saitar Alekszej Baszov Andrea Bertolini        | Ferrari 458 Italia GT2         | M    | 169 | +30 kör            |
| 30.      | LMGTE Am  | 72 | SMP Racing                | Viktor Saitar Alekszej Baszov Andrea Bertolini        | Ferrari 4.5 L V8               | M    | 169 | +30 kör            |
| 31.      | LMGTE Am  | 50 | Larbre Compétition        | Gianluca Roda Paolo Ruberti Kristian Poulsen          | Chevrolet Corvette C7.R        | M    | 169 | +30 kör            |
| 31.      | LMGTE Am  | 50 | Larbre Compétition        | Gianluca Roda Paolo Ruberti Kristian Poulsen          | Chevrolet 5.5 L V8             | M    | 169 | +30 kör            |
| 32.      | LMGTE Am  | 96 | Aston Martin Racing       | Roald Goethe Stuart Hall Francesco Castellacci        | Aston Martin V8 Vantage GTE    | M    | 168 | +31 kör            |
| 32.      | LMGTE Am  | 96 | Aston Martin Racing       | Roald Goethe Stuart Hall Francesco Castellacci        | Aston Martin 4.5 L V8          | M    | 168 | +31 kör            |

## A világbajnokság végeredménye
LMP1 (Teljes táblázat)
| H  | Versenyzők                                    | Pont  | H  | Konstruktőrök | Pont |
| -- | --------------------------------------------- | ----- | -- | ------------- | ---- |
| 1. | Timo Bernhard Brendon Hartley Mark Webber     | 166   | 1. | Porsche       | 344  |
| 2. | André Lotterer Marcel Fässler Benoît Tréluyer | 161   | 2. | Audi          | 264  |
| 3. | Marc Lieb Romain Dumas Neel Jani              | 138,5 | 3. | Toyota        | 164  |
| 4. | Loïc Duval Lucas di Grassi Oliver Jarvis      | 99    | 4. | Nissan        | 0    |
| 5. | Anthony Davidson Sébastien Buemi              | 79    |    |               |      |

GT (Teljes táblázat)
| H  | Versenyzők                    | Pont  | H  | Konstruktőrök | Pont |
| -- | ----------------------------- | ----- | -- | ------------- | ---- |
| 1. | Richard Lietz                 | 145   | 1. | Porsche       | 290  |
| 2. | Gianmaria Bruni Toni Vilander | 131,5 | 2. | Ferrari       | 286  |
| 3. | Michael Christensen           | 127   | 3. | Aston Martin  | 192  |
| 4. | Davide Rigon James Calado     | 123   |    |               |      |
| 5. | Frédéric Makowiecki           | 118   |    |               |      |

LMP2 (Teljes táblázat)
| H  | Versenyzők                                   | Pont | H  | Konstruktőrök      | Pont |
| -- | -------------------------------------------- | ---- | -- | ------------------ | ---- |
| 1. | Roman Ruszinov Julien Canal Sam Bird         | 178  | 1. | #26 G-Drive Racing | 178  |
| 2. | Matthew Howson Richard Bradley               | 155  | 2. | KCMG               | 155  |
| 3. | Gustavo Yacamán Ricardo González Pipo Derani | 134  | 3. | #28 G-Drive Racing | 134  |
| 4. | Nelson Panciatici Paul-Loup Chatin           | 86   | 4. | Signatech Alpine   | 86   |
| 5. | Nicolas Lapierre                             | 84   | 5. | Team SARD Morand   | 70   |

LMGTE Am (Teljes táblázat)
| H  | Versenyzők                                     | Pont | H  | Konstruktőrök           | Pont |
| -- | ---------------------------------------------- | ---- | -- | ----------------------- | ---- |
| 1. | Viktor Saitar Alekszej Baszov Andrea Bertolini | 165  | 1. | SMP Racing              | 165  |
| 2. | François Perrodo Emmanuel Collard              | 148  | 2. | AF Corse                | 148  |
| 3. | Paul Dalla Lana Pedro Lamy Mathias Lauda       | 144  | 3. | Aston Martin Racing     | 144  |
| 4. | Rui Águas                                      | 136  | 4. | Dempsey Racing-Proton   | 131  |
| 5. | Patrick Long Marco Seefried                    | 131  | 5. | Abu Dhabi-Proton Racing | 82   |